# Кинетическая архитектура
 Кинетическая архитектура — направление архитектуры, в котором части здания могут изменяться относительно друг друга, не нарушая общую целостность структуры. Кинетическую архитектуру также называют динамической и относят к направлению архитектуры будущего.
Возможность подвижности структуры здания может быть использована для усиления эстетических свойств, ответа на условия воздействия окружающей среды и выполнения функций, которые были бы несвойственны для здания со статической структурой.
Возможности практического применения кинетической архитектуры резко возросли в самом конце двадцатого века благодаря достижениям в областях механики, электроники и робототехники.

## История
Самые простые формы кинетической архитектуры, такие как подъёмный мост, были использованы ещё в Средневековье и даже раньше. Но только в начале двадцатого века среди архитекторов стали вестись широкие дискуссии о возможности движения наземной части здания. В первой трети двадцатого века впервые была выражена мысль о кинетической архитектуре благодаря футуристическому движению. Появились различные монографии и книги, включающие в себя планы и чертежи для передвижения зданий, самой яркой из которых является книга «Архитектурные фантазии. 101 композиция» (1933 год) Якова Чернихова. В первые десятилетия двадцатого века кинетическая архитектура носила в основном теоретический характер, но к сороковым годам новаторы, в числе которых был Бакминстер Фуллер, начали практические эксперименты, хоть и ранние его попытки в этом направлении не всегда были полностью успешными.
В семидесятые годы инженер-строитель, архитектор Вильям Зук опубликовал свой труд «Кинетическая архитектура», который вдохновил новое поколение на разработку широкого ряда действующих подвижных зданий.
Благодаря новым теориям, в частности теории Фуллера о понятии Тенсегрити, а также разработок в области роботехники, здания-трансформеры начали широко строиться по всему миру с восьмидесятых годов девятнадцатого века.
В 1989 году архитектором Хосе Леонидас Мехия была разработана концепция в данной области с упором на передвижные конструкции. Поэтому архитектор Мехия запускает свой экспериментальный проект «The Arkinetic house», в котором были возможны передвижения частей здания, а функционировало здание с помощью возобновляемых энергетических ресурсов.

## Типы кинетической архитектуры
К началу 21 века сформировались несколько типов кинетической архитектуры.
- К первому типу относятся функциональные строения, например мосты, в которых поднимается центральная часть, чтобы большие корабли могли проплыть. Другие примеры данного типа — это стадион Миллениум в Уэльсе и стадион Уэмбли в Англии с выдвижной крышей, а также стадион Фельтинс-Арена в немецком городе Гельзенкирхене ещё и с выдвижным полем.[3]
- Второй тип — это здания-трансформеры, которые имеют красивый внешний вид и при этом могут менять форму. Ярким примером является постройка «Burke Brise soleil» в Художественном музее Милуоки, которая сделана наподобие птицы. Помимо эстетической ценности данной конструкции, есть ещё и функциональный аспект: эта постройка укрывает людей от палящего солнца и от ненастной погоды.[1]
- Следующий тип кинетической архитектуры отличается тем, что движение происходит на поверхности здания. Классическим примером является Институт Арабского мира[1] в Париже, в здании которого расположены металлические жалюзи, работающие по принципу диафрагмы: щели расширяются или сужаются в зависимости от солнечного света.
- В последнем же типе сочетаются современные технологии с охраной окружающей среды. Кинетические здания этой группы способны производить энергию для автономного питания, благодаря энергии ветра. Небоскреб Дэвида Фишера наглядно демонстрирует это сочетание: благодаря вращению этажей здания вокруг своей оси, турбины, расположенные между этажами, должны ловить ветер, преобразуя его энергию в электричество.

## Другие значения термина «Кинетическая архитектура»
Архитекторы Сара Боннемейсон и Кристин Мэси выдвинули предположение, что движение в архитектуре может быть без какого-либо перемещения частей здания, достаточно, чтобы оно было заложено в качестве идеи в саму постройку, как это было у Гауди.
Термин «Кинетическая архитектура» также относится и к статическим зданиям, которые сопоставлены с человеческим движением, как, например, в исполнительных видах искусства (музыка, танцы).
Также в качестве названия этот термин не раз выбирали творческие коллективы, включая танцевальные ансамбли.

## Кинетическая архитектура в России
Кинетическая архитектура в России на данный момент не очень развита, но как ни странно именно русские архитекторы были одни из первых, кто попробовал себя в «архитектуре будущего».
В 1920 году архитектор Владимир Евграфович Татлин создал макет Башни III Интернационала, которая должна была стать символом будущего благодаря своим материалам (железо, стекло, металл, сталь), формам и функциям.
Башня Татлина задумывалась в форме двойной спирали, которая бы закручивалась до 400 метров в высоту. Особенностью Башни должны были стать три огромные вращающиеся геометрические структуры. Первая структура — это куб, который полный оборот вокруг своей оси должен был совершать в течение одного года. Центральную часть занимал бы конус (с оборотом вокруг своей оси в течение месяца). И на вершине — цилиндр (оборачивающийся за сутки).
Но Башня так и не была построена.
Ещё один русский архитектор, который работал в области кинетической архитектуры, — это Константин Мельников. В 1924 году он принял участие в конкурсе проектов на строительство московского отделения газеты «Ленинградская правда». Участок для постройки выделялся очень маленький, поэтому все участники проектировали здание вверх. Проект Мельникова представлял собой пятиэтажное здание, четыре этажа которого крутятся вокруг своей оси (вокруг недвижного ядра с лестницей, лифтом и коммуникациями) по часовой стрелке или против. Сам архитектор называл это «живой архитектурой».
Константин Мельников конкурс не выиграл, но через 5 лет он создает проект памятника Христофору Колумбу. Памятник должен был состоять из двух конусов, верхний из которых имел бы полость для сбора воды, турбину для выработки электроэнергии, а также крылья по сторонам, которые были бы окрашены в разные цвета, и при движении памятник менял бы цвет.
Также реальное движение Мельников использовал в своем проекте московского театра МОСПС, где сцены могли бы горизонтально вращаться.
Сейчас в России развит только первый тип кинетической архитектуры — функциональные строения. Например, разводные мосты или проекты стадионов с раздвижным полем и крышей. Остальные же направления кинетической архитектуры в России на данный момент не представлены.